# Gualpertino da Coderta
Gualpertino da Coderta (1290-95) è stato un politico e poeta italiano.

## Biografia
Figlio di Monfiorito e Odorica Collalto, della sua vita si sa molto poco. Certamente i da Coderta erano una famiglia nobile e molto potente, comparsa all'inizio del XII secolo nella vita politica del comune di Conegliano; avevano possedimenti a San Fior e in Cadore ed erano vicini ai Caminesi, di parte guelfa, ma invero nel 1264 Iacopo da Coderta, nonno di Gualpertino, era in rapporti con i ghibellini da Castelli. In ogni caso, all'epoca della sua nascita il padre risultava uno dei più fedeli alleati di Gherardo da Camino, signore di Treviso.
La prima citazione che lo riguarda è in un documento del 1314 nel quale si legge come Artico di Rosa degli Azzoni fosse stato condannato per averlo insultato e percosso in contrada San Michele di Treviso. Negli anni successivi fu coinvolto nelle lotte politiche del comune che videro infine la vittoria del partito filo-scaligero e l'inizio della signoria di Cangrande. In seguito anche i da Coderta furono interessati alla politica espansionistica del veronese e si schierarono con alcune famiglie ghibelline contrarie al governo comunale e a favore di un'alleanza tra Guecellone da Camino e Cangrande della Scala. Certamente le idee di Gualpertino erano in linea con quelle della famiglia, tanto che ricoprì varie cariche pubbliche sotto la signoria scaligera.
Nel 1330 il padre lo nominò suo erede, con la clausola che non alienasse in alcun modo il patrimonio, comprendente il castello di Conegliano, dove risiedeva con lo zio Rizzardo, e possedimenti a San Fior. Nel 1332 vendette un vasto terreno della contrada San Pancrazio di Conegliano alla scuola dei Battuti, sul quale fu eretto l'ospedale di Santa Maria.
Nel 1336, essendo signori di Treviso Alberto II e Mastino II, risultava consigliere in due diverse istituzioni (i Signori del maleficio e gli Estimatori dei beni dei debitori insolventi). L'anno seguente, in qualità di console del Comune, si recò a Conegliano per trattare con i veneziani che avevano liberato la città dal dominio scaligero.
Aveva contratto matrimonio con Adeleta di Enrico di Strasso, da cui ebbe Odorica, sposata al trevigiano Francesco di Salamone, Bonifacio e Monflorido. L'ultima attestazione che lo riguarda è il testamento, datato il 9 giugno 1352 e stilato a San Fior, con il quale divideva equamente la sua eredità tra i due figli maschi.

## Poesia
Gualpertino fu anche un poeta di un certo rilievo, sebbene della sua produzione non restino che due sonetti raccolti nel Canzoniere di Niccolò de' Rossi, tramandato da un manoscritto conservato nella Biblioteca Apostolica Vaticana.
Evidentemente, prese parte alla cerchia poetica attiva a Treviso ai primi del Trecento che si rifaceva alla letteratura toscana diffusa in Veneto dall'inizio del XIII secolo. Assieme a Pietro dei Faitinelli, Gualpertino rappresentò la corrente comico-realistica ispirata a Cecco Angiolieri.
In Metiamo el parentato l'autore fa un'offerta amorosa a una sua consanguinea, sostenendo che l'atto peccaminoso proposto può essere cancellato da una semplice penitenza. Si tratta di una parodia della spiritualità stilnovistica, moderata da una garbata arguzia.
La seconda lirica è O padre meo, pognam che me caçassi ricalca il tema della sottomissione e del pentimento presente in Chi dice del suo padre altro che onore dell'Angiolieri, ma è scevro dei tratti più scherzosi e si caratterizza per una raffinata ironia.